# Suojarvi
Suojärvi (in careliano e finlandese: Suojärvi; in russo Суоярви?) è una città della Russia nella Repubblica di Carelia, che ospita una popolazione di circa 10.000 abitanti. La città è situata non lontano dal Lago Suojärvi a circa 130 km a nord-ovest di Petrozavodsk. Fondata nel XVI secolo, ha ottenuto lo status di città nel 1940 ed è capoluogo del Suojarvskij rajon.